# Tagbilaran
Tagbilaran (ufficialmente Tagbilaran City) è una città componente di seconda classe delle Filippine, capoluogo della Provincia di Bohol, nella Regione del Visayas Centrale.
È situata sulla costa sud-occidentale dell'isola di Bohol che si trova tra nella parte centro-meridionale delle Visayas, tra le isole di Cebu, Mindanao e Leyte.
Tagbilaran è formata da 15 baranggay:
- Bool
- Booy
- Cabawan
- Cogon
- Dampas
- Dao
- Manga
- Mansasa
- Poblacion I
- Poblacion II
- Poblacion III
- San Isidro
- Taloto
- Tiptip
- Ubujan